# Adwent (powieść)
Adwent (czes. Advent) – psychologiczna powieść społeczna czeskiej pisarki, Jarmili Glazarovej, wydana w 1939. Polskie wydanie ukazało się w 1950 w tłumaczeniu Marii Erhardtowej (Książka i Wiedza).

## Treść
Dzieło opowiada o losach młodej, ubogiej dziewczyny Franciszki, która po tragicznej śmierci ukochanego podczas prac leśnych, przeprowadza się dla dobra syna (Metodego), do osamotnionego, górskiego gospodarstwa, wychodząc za starszego wdowca, Jurę. Mężczyzna ten, twardy osadnik, skrywa za pozornie chrześcijańskim wizerunkiem, bezduszne i pozbawione współczucia serce. Zgotuje on, zarówno dziewczynie, jak i dziecku, okrutne i pełne upokorzeń życie. Troska matki jest pogłębiona alienacją syna i jego ucieczką z nowego domu (osadnik postrzega go jedynie jako tanią siłę roboczą). Realizmu powieści dodaje głęboka znajomość autorki beskidzkich realiów, zwyczajów i dialektu. Książka staje się ostatecznie apoteozą uczuć matczynych. Jest to najdojrzalsza powieść Glazarovej. Zawiera wszystkie elementy charakterystyczne dla jej twórczości. Łączy bystre obserwacje społeczne z dobrym portretowaniem psychologicznym oraz pięknymi opisami przyrody górskiej. Znakomicie ukazuje realia trudnego życia w Beskidach (na valašských horách). Była tłumaczona na języki obce i zekranizowana.
Literaturoznawca, Josef Strandel wskazał, że Advent to wnikliwe studium socjologiczne i psychologiczne, napisane przez poetkę zgodnie z prawami nowej kompozycji.
Ze względu na częstą tematykę religijną wynikającą z pobożności mieszkańców Beskidów, w powieści umieszczone są fragmenty modlitw, znane autorce z doświadczenia. Te najczęściej wychodzą z ust Franciszki, która modli się za syna, o opiekę nad nim, a także przebaczenie za jego czyny.